# 唇萼苣苔属
唇萼苣苔属（学名：Dichiloboea）是苦苣苔科下的一个属，为草本植物。该属共有2种，分布于缅甸及中国。